# Singapore op de Olympische Zomerspelen 1952
Singapore nam deel aan de Olympische Zomerspelen 1952 in Helsinki, Finland. Ook de tweede deelname bleef zonder medailles.

## Deelnemers en resultaten
(m) = mannen, (v) = vrouwen 

### Atletiek
| Olympiër     | Discipline     | Resultaat | Prestatie            |
| ------------ | -------------- | --------- | -------------------- |
| Tang Pui Wah | 100m (v)       | 55e       | serie 3: 4de in 13,8 |
| Tang Pui Wah | 80m horden (v) | 32e       | serie 3: 5de in 12,8 |

### Gewichtheffen
| Olympiër             | Discipline  | Resultaat | Prestatie                                                                              |
| -------------------- | ----------- | --------- | -------------------------------------------------------------------------------------- |
| Lon bin Mohamed Noor | -56kg (m)   | 8e        | duwen: 11de met 77,5kg trekken: 9de met 85kg stoten: 7de met 112,5kg totaal: 275kg     |
| Chay Weng Yew        | -60kg (m)   | 6e        | duwen: 12de met 87,5kg trekken: 5de met 97,5kg stoten: 3de met 127,5kg totaal: 312,5kg |
| Thong Saw Pak        | -67,5kg (m) | DNF       | duwen: 11de met 95kg trekken: geen geldige poging                                      |

### Zwemmen
| Olympiër      | Discipline          | Resultaat | Prestatie              |
| ------------- | ------------------- | --------- | ---------------------- |
| Neo Chwee Kok | 100m vrije slag (m) | 28e       | serie 2: 3de in 1.00,6 |
| Neo Chwee Kok | 400m vrije slag (m) | 30e       | serie 2: 3de in 4.57,5 |

Argentinië · Australië · Bahama's · België · Bermuda · Birma · Brazilië · Brits-Guiana · Bulgarije · Canada · Ceylon · Chili · China · Cuba · Denemarken · Duitsland · Egypte · Filipijnen · Finland · Frankrijk · Goudkust · Griekenland · Groot-Brittannië · Guatemala · Hongarije · Hongkong · Ierland · IJsland · India · Indonesië · Iran · Israël · Italië · Jamaica · Japan · Joegoslavië · Libanon · Liechtenstein · Luxemburg · Mexico · Monaco · Nederland · Nederlandse Antillen · Nieuw-Zeeland · Nigeria · Noorwegen · Oostenrijk · Pakistan · Panama · Polen · Portugal · Puerto Rico · Roemenië · Saarland · Singapore ·  Sovjet-Unie · Spanje · Thailand · Trinidad en Tobago · Tsjecho-Slowakije · Turkije · Uruguay · Venezuela · Verenigde Staten · Vietnam · Zuid-Afrika · Zuid-Korea · Zweden · Zwitserland